# Copa Confederación de la CAF 2005
La Confederation Cup del 2005 fue la 2ª edición del segundo torneo de clubes más importante de África organizado por la CAF.
El FAR Rabat de Marruecos venció al Dolphins F.C. de Nigeria en la final, para ganar el título por primera vez.

## Ronda Preliminar
| Equipo 1               | Agr.        | Equipo 2            | Ida | Vuelta |
| ---------------------- | ----------- | ------------------- | --- | ------ |
| Mogas 90               | 2–3         | AS Douanes          | 1–3 | 1–0    |
| Dakar UC               | 1–1 (1–3 p) | CODM Meknes         | 1–0 | 0–1    |
| Gambia Armed Forces FC | w/o1        | CI Kamsar           | —   | —      |
| AS Nianan              | 1–2         | Olympique Khouribga | 1–1 | 0–1    |
| Heart of Lions         | w/o2        | ASAC Concorde       | —   | —      |
| Sony Elá Nguema        | 1–1         | Munisport           | 0–0 | 1–1    |
| SC Cilu                | 8–0         | CO Bouaflé          | 3–0 | 5–0    |
| AS Fonctionnaires      | 3–4         | Al-Ittihad          | 3–0 | 0–4    |
| Gazelle FC             | 3–3 (a)     | FC 105 Libreville   | 3–1 | 0–2    |
| BDF XI                 | 4–2         | Petro do Namibe     | 3–1 | 1–1    |
| Savanne SC             | 2–4         | Red Star            | 2–0 | 0–4    |
| Kipanga FC             | 1–2         | KCC                 | 1–1 | 0–1    |
| Green Buffaloes FC     | 2–3         | APR FC              | 1–0 | 1–3    |
| Ferroviário de Maputo  | w/o3        | Hwange FC           | —   | —      |
| USCA Foot              | 4–2         | Prisons FC          | 4–1 | 0–1    |
| Banks SC               | w/o2        | Chemelil Sugar      | —   | —      |
| King Faisal Babes      | bye4        |                     |     |        |

1el Armed Forces fue desafiliado por la Federación de Fútbol de Gambia. 

2el Chemelil Sugar y el Heart of Lions abandonaron el torneo. 

3 el Hwange Colliery se enteró por la Asociación de Fútbol de Zimbabue que solo podrían participar en el torneo si ganaban la final de la Unity Cup; perdieron y declinaron participar, la Federación propuso al Motor Action FC, pero la CAF no lo aceptó. 

4el King Faisal lo premiaron después de que los equipos de Sierra Leona fueran descalificados.

## Primera Ronda
| Equipo 1              | Agr.    | Equipo 2             | Ida | Vuelta |
| --------------------- | ------- | -------------------- | --- | ------ |
| AS Douanes            | 1–3     | Stella Club d'Adjamé | 1–0 | 0–3    |
| CODM Meknès           | 0–3     | AS Marsa             | 0–1 | 0–2    |
| CI Kamsar             | 2–4     | Bendel Insurance     | 1–1 | 1–3    |
| King Faisal Babes     | 4–1     | ASEC Ndiambour       | 3–0 | 1–1    |
| Olympique Khouribga   | 2–4     | MC Oran              | 2–0 | 0–4    |
| ASAC Concorde         | 0–2     | Bamboutos FC         | 0–0 | 0–2    |
| Sony Elá Nguema       | 1–4     | Enugu Rangers        | 0–1 | 1–3    |
| SC Cilu               | 2–2 (a) | US Douala            | 2–1 | 0–1    |
| Al-Ittihad            | 5–3     | JS Kairouan          | 3–0 | 2–3    |
| FC 105 Libreville     | 6–2     | Interclube           | 3–1 | 3–1    |
| BDF XI                | 1–2     | FC Saint Eloi Lupopo | 1–0 | 0–2    |
| Red Star              | 1–13    | Supersport United    | 1–4 | 0–9    |
| KCC                   | 0–1     | APR FC               | 0–0 | 0–1    |
| Ferroviario de Maputo | 0–3     | Ismaily SC           | 0–1 | 0–2    |
| USCA Foot             | 3–4     | Al-Merrikh           | 3–1 | 0–3    |
| Banks SC              | 1–3     | Mokawloon SC         | 0–0 | 1–3    |

## Segunda Ronda
| Equipo 1             | Agr.        | Equipo 2          | Ida | Vuelta |
| -------------------- | ----------- | ----------------- | --- | ------ |
| Stella Club d'Adjamé | 1–2         | AS Marsa          | 1–0 | 0–2    |
| Bendel Insurance     | 0–1         | King Faisal Babes | 0–0 | 0–1    |
| MC Oran              | 2–2 (a)     | Bamboutos FC      | 2–1 | 0–1    |
| Enugu Rangers        | 3–2         | US Douala         | 3–1 | 0–1    |
| Al-Ittihad           | 3–3 (a)     | FC 105 Libreville | 3–1 | 0–2    |
| FC Saint Eloi Lupopo | 2–2 (2–3 p) | SuperSport United | 2–0 | 0–2    |
| APR FC               | w/o1        | Al-Ismaily        | —   | —      |
| Al-Merreikh Omdurmán | 3–4         | Mokawloon SC      | 3–1 | 0–3    |

1el APR solicitó posponer el primer partido por la conmemoración del genocidio, pero fracasó en la CAF; eso llevó al Ismaily a un viaje a Nairobi, cuando los oficiales de migración de Ruanda se negaron a que el equipo entrara en el país. APR fue declarado culpable por conducta inapropiada, expulsado del torneo y multado con $5000.

## Tercera Ronda
| Equipo 1               | Agr.        | Equipo 2          | Ida | Vuelta |
| ---------------------- | ----------- | ----------------- | --- | ------ |
| USM Alger              | 2–2 (4–5 p) | AS Marsa          | 1–1 | 1–1    |
| Africa Sports National | 0–3         | Mokawloon SC      | 0–0 | 0–3    |
| Kaizer Chiefs          | w/o1        | Al-Ismaily        | —   | —      |
| ASA                    | 2–3         | FC 105 Libreville | 1–1 | 1–2    |
| FAR Rabat              | 2–2 (a)     | Enugu Rangers     | 1–0 | 1–2    |
| Dolphins F.C.          | 6–3         | SuperSport United | 4–1 | 2–2    |
| Red Arrows             | 3–4         | King Faisal Babes | 1–1 | 2–3    |
| Fello Star             | 4–0         | Bamboutos FC      | 1–0 | 3–0    |

1el Kaizer Chiefs abandonó el torneo; fue vetado 3 años de los torneos de la CAF y multado con $1500.

## Fase de grupos

### Grupo A
| Club              | Pts. | J | G | E | P | GF | GC | GD |
| ----------------- | ---- | - | - | - | - | -- | -- | -- |
| FAR Rabat         | 16   | 6 | 5 | 1 | 0 | 7  | 2  | +5 |
| King Faisal Babes | 12   | 6 | 4 | 0 | 2 | 9  | 5  | +4 |
| AS Marsa          | 7    | 6 | 2 | 1 | 3 | 6  | 6  | +0 |
| Fello Star        | 0    | 6 | 0 | 0 | 6 | 2  | 11 | -9 |

| Equipo 1          | Resultado | Equipo 2          |
| ----------------- | --------- | ----------------- |
| AS Marsa          | 0–0       | FAR Rabat         |
| Fello Star        | 0–1       | King Faisal Babes |
| King Faisal Babes | 1–0       | AS Marsa          |
| FAR Rabat         | 1–0       | Fello Star        |
| Fello Star        | 1–2       | AS Marsa          |
| King Faisal Babes | 1–2       | FAR Rabat         |
| AS Marsa          | 3–1       | Fello Star        |
| FAR Rabat         | 2–1       | King Faisal Babes |
| FAR Rabat         | 1–0       | AS Marsa          |
| King Faisal Babes | 2–0       | Fello Star        |
| AS Marsa          | 1–2       | King Faisal Babes |
| Fello Star        | 0–1       | FAR Rabat         |

### Grupo B
| Club              | Pts. | J | G | E | P | GF | GC | GD  |
| ----------------- | ---- | - | - | - | - | -- | -- | --- |
| Dolphins F.C.     | 14   | 6 | 4 | 2 | 0 | 10 | 4  | +6  |
| Al-Ismaily        | 11   | 6 | 3 | 2 | 1 | 11 | 4  | +7  |
| Mokawloon SC      | 6    | 6 | 2 | 0 | 4 | 6  | 8  | -2  |
| FC 105 Libreville | 3    | 6 | 1 | 0 | 5 | 4  | 15 | -11 |

| Equipo 1             | Resultado | Equipo 2             |
| -------------------- | --------- | -------------------- |
| FC 105 Libreville    | 0–1       | Ismaily              |
| Dolphins FC          | 2–1       | Al-Mokawloon Al-Arab |
| Ismaily              | 1–1       | Dolphins FC          |
| Al-Mokawloon Al-Arab | 2–1       | FC 105 Libreville    |
| Al-Mokawloon Al-Arab | 2–3       | Ismaily              |
| Dolphins FC          | 3–0       | FC 105 Libreville    |
| Ismaily              | 0–1       | Al-Mokawloon Al-Arab |
| FC 105 Libreville    | 2–3       | Dolphins FC          |
| Al-Mokawloon al-Arab | 0–1       | Dolphins FC          |
| Ismaily              | 6–0       | FC 105 Libreville    |
| FC 105 Libreville    | 1–0       | Al-Mokawloon Al-Arab |
| Dolphins FC          | 0–0       | Ismaily              |

## Final
| Equipo 1    | Agr. | Equipo 2  | Ida | Vuelta |
| ----------- | ---- | --------- | --- | ------ |
| Dolphins FC | 1–3  | FAR Rabat | 1–0 | 0–3    |

## Campeón
|                      |
| Bandera de Marruecos |
| Campeón FAR Rabat    |
| 1.° título           |